# Sixx:A.M.
Sixx:A.M. – hardrockowy zespół z Los Angeles, założony w 2007 roku przez Nikki Sixx, DJ Ashba i James Michael. Jest to projekt Sixxa, który jest także basistą Mötley Crüe. Najpopularniejsze utwory grupy to „Life Is Beautiful” i „Lies of the Beautiful People”. Nazwa Sixx:A.M. to kombinacja nazwisk członków zespołu.

## Muzycy
Obecny skład zespołu
- Nikki Sixx – gitara basowa, wokal wspierający, instrumenty klawiszowe (od 2007)
- DJ Ashba – gitara prowadząca, wokal wspierający (od 2007)
- James Michael – wokal prowadzący, gitara rytmiczna, instrumenty klawiszowe, perkusja (od 2007)
- Dustin Steinke – perkusja, instrumenty perkusyjne (od 2015)[2][3]

Muzycy koncertowi
- Glen Sobel – perkusja, instrumenty perkusyjne (2007)
- Tony Palermo – perkusja, instrumenty perkusyjne (2008, 2012)

Muzycy sesyjni
- Jeff Fabb – perkusja, instrumenty perkusyjne (2014)[4]

## Dyskografia
Albumy studyjne
| The Heroin Diaries Soundtrack   | - Data: 20 sierpnia 2007 - Wydawca: Eleven Seven Music    | 26 | 54 | 70 | —  | - USA: 334 tys.+ |
| This Is Gonna Hurt              | - Data: 3 maja 2011 - Wydawca: Eleven Seven Music         | 10 | 14 | 60 | —  | - USA: 30 tys.+  |
| Modern Vintage                  | - Data: 7 października 2014 - Wydawca: Eleven Seven Music | 20 | 22 | 69 | 31 |                  |
| Prayers for the Damned, Vol. 1  | - Data: 29 kwietnia 2016 - Wydawca: Eleven Seven Music    | 19 | 12 | 30 | 9  | - USA: 20 tys.+  |
| Prayers for the Blessed, Vol. 2 | - Data: 18 listopada 2016 - Wydawca: Eleven Seven Music   | 37 | 31 | 85 | 23 | - USA: 14 tys.+  |
| „–” album nie był notowany.     |                                                           |    |    |    |    |                  |

Minialbumy
| Tytuł             | Dane dot. albumu                                        |
| ----------------- | ------------------------------------------------------- |
| X-Mas In Hell     | - Data: 10 czerwca 2008 - Wydawca: Eleven Seven Music   |
| Live Is Beautiful | - Data: 25 listopada 2008 - Wydawca: Eleven Seven Music |
| 7                 | - Data: 13 grudnia 2011 - Wydawca: Eleven Seven Music   |